# DJ MANDY
DJ MANDY   (Gant, 23 d'octubre de 1997) és una DJ belga d'estil dur que treballa amb el nom artístic MANDY. Des dels quinze anys va tocar a clubs locals com Highstreet, Complex i Cherry Moon a Bèlgica, fins que es va unir a Platform Agency. Ha actuat en festivals com el Tomorrowland i el Daydream Festival.
El seu primer llançament va ser B * tch Is Back, juntament amb MC DV8, del segell belga Dirty Workz. El seu avanç va arribar el 2017 amb la cançó Raggadrop. El 2018, MANDY va llançar un remix de la cançó Jackie Chan de Tiësto.